# Тетрапалладийторий
Тетрапалладийторий — бинарное неорганическое соединение, интерметаллид
палладия и тория
с формулой ThPd4,
кристаллы.

## Получение
- Сплавление стехиометрических количеств чистых веществ:

{\displaystyle {\mathsf {4Pd+Th\ {\xrightarrow {1340^{o}C}}\ ThPd_{4}}}}

## Физические свойства
Тетрапалладийторий образует кристаллы
кубической сингонии,
пространственная группа P m3m,
параметры ячейки a = 0,4113 нм, Z = 1,
структура типа тримедьзолото AuCu3
.
Соединение образуется по перитектической реакции при температуре 1340 °C
и имеет область гомогенности 19÷21,5 ат.% тория.